# Grand Prix moto des Nations 1956
Le Grand Prix moto des Nations, connu également sous le nom de Grand Prix d'Italie 1956 est le sixième rendez-vous de la saison 1956 du championnat du monde de vitesse. Il s'est déroulé sur l'Autodromo Nazionale di Monza du 7 au 9 septembre 1956.
C'est la 34e édition du Grand Prix moto des Nations et la 8e édition comptant pour le championnat du monde.

## Classement final 500 cm³
| Pos. | Pilote                   | Moto       | Temps/Écart       | Points |
| ---- | ------------------------ | ---------- | ----------------- | ------ |
| 1    | Geoff Duke               | Gilera     | 1 h 05 min 59 s 2 | 8      |
| 2    | Libero Liberati          | Gilera     | +0 s 1            | 6      |
| 3    | Pierre Monneret          | Gilera     | +40 s 8           | 4      |
| 4    | Reg Armstrong            | Gilera     | +1 min 18 s       | 3      |
| 5    | Carlo Bandirola          | MV Agusta  | +1 min 38 s       | 2      |
| 6    | Walter Zeller            | BMW        | +1 min 38 s 4     | 1      |
| 7    | Roberto Colombo          | MV Agusta  | +1 min 54 s 6     |        |
| 8    | Alfredo Milani           | Gilera     | +1 tour           |        |
| 9    | Gerold Klinger           | BMW        | +2 tours          |        |
| 10   | Ernst Hiller             | BMW        | +2 tours          |        |
| 11   | Ernst Riedelbauch        | BMW        | +2 tours          |        |
| 12   | John Storr               | Norton     | +2 tours          |        |
| 13   | Giuseppe Cantoni         | Gilera     | +3 tours          |        |
| Abd. | Keith Campbell           | Moto Guzzi | Abandon           |        |
| Abd. | Gerardo Düring           | Matchless  | Abandon           |        |
| Abd. | Jackie Wood              | Norton     | Abandon           |        |
| Abd. | Umberto Masetti          | MV Agusta  | Abandon           |        |
| Abd. | Francesco Guglielminetti | Norton     | Abandon           |        |
| Abd. | Alois Huber              | BMW        | Abandon           |        |
| Abd. | Enrico Galante           | Norton     | Abandon           |        |
| Abd. | Olle Nygren              | Matchless  | Abandon           |        |
| Abd. | William Hall             | Norton     | Abandon           |        |
| Abd. | Giuseppe Mantelli        | Gilera     | Abandon           |        |
| Abd. | Jacques Collot           | Norton     | Abandon           |        |
| Abd. | Jean-Pierre Bayle        | Norton     | Abandon           |        |
| Abd. | Sergio Pinza             | Moto Guzzi | Abandon           |        |
| Abd. | Martino Giani            | Gilera     | Abandon           |        |
| Abd. | Paolo Campanelli         | Gilera     | Abandon           |        |
| Abd. | Artemio Cirelli          | Gilera     | Abandon           |        |
| Abd. | Martinus Van Son         | Matchless  | Abandon           |        |

## Classement final 350 cm³
| Pos. | Pilote            | Moto       | Temps/Écart   | Points |
| ---- | ----------------- | ---------- | ------------- | ------ |
| 1    | Libero Liberati   | Gilera     | 52 min 12 s 9 | 8      |
| 2    | Dickie Dale       | Moto Guzzi | +1 min 15 s 3 | 6      |
| 3    | Roberto Colombo   | MV Agusta  | +1 min 48 s 3 | 4      |
| 4    | Karl Hofmann      | DKW        | +1 tour       | 3      |
| 5    | Cecil Sandford    | DKW        | +1 tour       | 2      |
| 6    | August Hobl       | DKW        | +1 tour       | 1      |
| 7    | Hans Bartl        | DKW        | +1 tour       |        |
| 8    | Umberto Masetti   | MV Agusta  | +1 tour       |        |
| 9    | Arthur Wheeler    | Moto Guzzi | +2 tours      |        |
| 10   | John Storr        | Norton     | +2 tours      |        |
| 11   | Jean-Pierre Bayle | Norton     | +3 tours      |        |
| 12   | Alfredo Flores    | Moto Guzzi | +4 tours      |        |
| 13   | Martinus Van Son  | Norton     | +4 tours      |        |
| 14   | Fritz Kläger      | Horex      | +5 tours      |        |
| 15   | Heinz Kauert      | AJS        | +5 tours      |        |
| 16   | Albert Montagne   | Norton     | +5 tours      |        |
| Abd. | Geoff Duke        | Gilera     | Abandon       |        |
| Abd. | Keith Campbell    | Moto Guzzi | Abandon       |        |
| Abd. | Ken Kavanagh      | Moto Guzzi | Abandon       |        |
| Abd. | Wood              | ...        | Abandon       |        |
| Abd. | Jacques Collot    | ...        | Abandon       |        |
| Abd. | Olle Nygren       | ...        | Abandon       |        |
| Abd. | William Hall      | ...        | Abandon       |        |
| Abd. | Xaver Heiß        | ...        | Abandon       |        |
| Abd. | Leutwyver         | ...        | Abandon       |        |

## Classement final 250 cm³
| Pos. | Pilote            | Moto       | Temps/Écart   | Points |
| ---- | ----------------- | ---------- | ------------- | ------ |
| 1    | Carlo Ubbiali     | MV Agusta  | 45 min 26 s 7 | 8      |
| 2    | Enrico Lorenzetti | Moto Guzzi | +1 s 9        | 6      |
| 3    | Remo Venturi      | MV Agusta  | +15 s 5       | 4      |
| 4    | Luigi Taveri      | MV Agusta  | +1 min 06 s   | 3      |
| 5    | Alano Montanari   | Moto Guzzi | +1 min 12 s 9 | 2      |
| 6    | Sammy Miller      | NSU        | +1 tour       | 1      |
| 7    | Horst Kassner     | NSU        | +1 tour       |        |
| 8    | Roland Heck       | NSU        | +1 tour       |        |
| 9    | Kees Koster       | NSU        | +1 tour       |        |
| 10   | Arthur Wheeler    | Moto Guzzi | +1 tour       |        |
| 11   | Fritz Kläger      | NSU        | +2 tours      |        |
| 12   | Guido Paciocca    | Moto Guzzi | +2 tours      |        |
| 13   | Jean-Pierre Bayle | NSU        | +2 tours      |        |
| 14   | Adolf Heck        | Adler      | +3 tours      |        |
| 15   | Siegfried Lohmann | Adler      | + ?           |        |
| Abd. | Florian Camathias | ...        | Abandon       |        |
| Abd. | Zeier             | ...        | Abandon       |        |
| Abd. | Bill Webster      | ...        | Abandon       |        |
| Abd. | Bruno Francisci   | ...        | Abandon       |        |
| Abd. | Günter Beer       | Adler      | Abandon       |        |
| Abd. | Lanfranco Baviera | ...        | Abandon       |        |
| Abd. | Cecil Sandford    | ...        | Abandon       |        |
| Abd. | Fattori           | ...        | Abandon       |        |
| Abd. | Tarquinio Provini | FB Mondial | Abandon       |        |
| Abd. | Massimo Genevini  | ...        | Abandon       |        |
| Abd. | Alfredo Flores    | ...        | Abandon       |        |
| Abd. | A. Gorini         | ...        | Abandon       |        |
| Abd. | Stamback          | ...        | Abandon       |        |

## Classement final 125 cm³
| Pos. | Pilote             | Moto       | Temps/Écart   | Points |
| ---- | ------------------ | ---------- | ------------- | ------ |
| 1    | Carlo Ubbiali      | MV Agusta  | 38 min 38 s 2 | 8      |
| 2    | Tarquinio Provini  | FB Mondial | +0 s 4        | 6      |
| 3    | Renato Sartori     | FB Mondial | +57 s 4       | 4      |
| 4    | Luigi Taveri       | MV Agusta  | +1 min 39 s 8 | 3      |
| 5    | Sandro Artusi      | Ducati     | +1 tour       | 2      |
| 6    | Karl Hofmann       | DKW        | +1 tour       | 1      |
| 7    | Alberto Gandossi   | Ducati     | +1 tour       |        |
| 8    | August Hobl        | DKW        | +1 tour       |        |
| 9    | Olle Nygren        | Ducati     | +2 tours      |        |
| 10   | John Grace         | Montesa    | +2 tours      |        |
| 11   | Massimo Genevini   | MV Agusta  | +2 tours      |        |
| 12   | Bill Webster       | MV Agusta  | +2 tours      |        |
| 13   | Falconi            | Ducati     | +3 tours      |        |
| 14   | Heiss              | L.W.H.     | +3 tours      |        |
| Nc.  | Alberto Capocci    | FB Mondial | +5 tours      |        |
| Abd. | Fortunato Libanori | MV Agusta  | Abandon       |        |
| Abd. | Romolo Ferri       | Gilera     | Abandon       |        |
| Abd. | Enzo Vezzalini     | MV Agusta  | Abandon       |        |
| Abd. | Gilberto Milani    | MV Agusta  | Abandon       |        |
| Abd. | Cecil Sandford     | FB Mondial | Abandon       |        |
| Abd. | Mantelli           | ...        | Abandon       |        |
| Abd. | Florian Camathias  | ...        | Abandon       |        |
| Abd. | Mario Carini       | ...        | Abandon       |        |
| Abd. | Willi Scheidhauer  | ...        | Abandon       |        |
| Abd. | Milani             | ...        | Abandon       |        |
| Abd. | Federigo Bettoni   | MV Agusta  | Abandon       |        |
| Abd. | Giuliano Maoggi    | ...        | Abandon       |        |
| Abd. | Roberto Pionava    | ...        | Abandon       |        |

## Classement final side-car
| Pos. | Pilote             | Passager           | Moto   | Temps/Écart   | Points |
| ---- | ------------------ | ------------------ | ------ | ------------- | ------ |
| 1    | Albino Milani      | Rossano Milani     | Gilera | 38 min 19 s 3 | 8      |
| 2    | Peter 'Pip' Harris | Ray Campbell       | Norton | +1 min 43 s 8 | 6      |
| 3    | Fritz Hillebrand   | Manfred Grunwald   | BMW    | +1 min 55 s 4 | 4      |
| 4    | Florian Camathias  | Maurice Büla       | BMW    | +2 min 05 s 9 | 3      |
| 5    | Jacques Drion      | Inge Stoll-Laforge | BMW    | +2 min 06 s   | 2      |
| 6    | Walter Schneider   | Hans Strauß        | BMW    | +2 min 57 s 1 | 1      |
| 7    | Helmut Fath        | Emil Ohr           | BMW    | +1 tour       |        |
| 8    | Jean Murit         | Francis Flahaut    | BMW    | +1 tour       |        |
| 9    | Loni Neußner       | Dieter Hess        | BMW    | +1 tour       |        |
| 10   | Alfonso Sammarchi  | ...                | Norton | +2 tours      |        |
| Abd. | Wilhelm Noll       | Fritz Cron         | BMW    | Abandon       |        |
| Abd. | Luigi Marcelli     | ...                | ...    | Abandon       |        |
| Abd. | Marcel Beauvais    | André Coudert      | Norton | Abandon       |        |
| Abd. | Roland Benz        | ...                | ...    | Abandon       |        |
| Abd. | Joseph Duhem       | ...                | ...    | Abandon       |        |
| Abd. | Schmid             | ...                | ...    | Abandon       |        |